# Fed Cup 2013 Zona Americana
La Zona Americana (Americas Zone) è una delle 3 divisioni zonali nell'ambito della Fed Cup 2013. Essa è a sua volta suddivisa in due gruppi (Gruppo I, Gruppo II) formati rispettivamente da 8 e 14 squadre, inserite in tali gruppi in base ai risultati ottenuti l'anno precedente.

## Gruppo I
- Sede: Country Club de Ejecutivos, Medellín, Colombia (Terra rossa)
- Periodo: 6-9 febbraio
- Formula: due gironi (Pool) da quattro squadre ciascuno, in cui ogni squadra affronta le altre incluse nel proprio Pool. Successivamente la prima in classifica del Pool A affronta la prima del Pool B per l'ammissione agli spareggi del Gruppo Mondiale II. Le ultime due di ciascun Pool si affrontano ad incrocio per evitare la retrocessione al Gruppo II della Zona Americana. Le due seconde si scontrano per stabilire il 3º e 4º posto, utile meramente alle statistiche.

|   | Pool A (Dettagli) | Canada (bandiera) | Colombia (bandiera) | Venezuela (bandiera) | Perù (bandiera) |   |                | Pool B (Dettagli) | Brasile (bandiera) | Paraguay (bandiera) | Messico (bandiera) | Cile (bandiera) |
| 1 | Canada (3-0)      |                   | 2-0                 | 3-0                  | 3-0             | 1 | Brasile (3-0)  |                   | 2-0                | 3-0                 | 3-0                |                 |
| 2 | Colombia (2-1)    | 0-2               |                     | 3-0                  | 3-0             | 2 | Paraguay (2-1) | 0-2               |                    | 2-1                 | 3-0                |                 |
| 3 | Venezuela (1-2)   | 0-3               | 0-3                 |                      | 2-1             | 3 | Messico (1-2)  | 0-3               | 1-2                |                     | 2-0                |                 |
| 4 | Perù (0-3)        | 0-3               | 0-3                 | 1-2                  |                 | 4 | Cile (0-3)     | 0-3               | 0-3                | 0-2                 |                    |                 |

### Spareggio promozione

#### Brasile vs. Canada
| Brasile 1 | Country Club de Ejecutivos, Medellín, Colombia 9 febbraio 2013 Terra rossa (outdoor) | Country Club de Ejecutivos, Medellín, Colombia 9 febbraio 2013 Terra rossa (outdoor) | Canada 2 |     |     |  |
| \| \| \| \| 1 \| 2 \| 3 \| \| \| - \| \| ------------------------------------------------------------------- \| ---- \| --- \| --- \| \| \| 1 \| \| Paula Cristina Gonçalves Sharon Fichman \| 0 6 \| 6 0 \| 6 4 \| \| \| 2 \| \| Teliana Pereira Eugenie Bouchard \| 2 6 \| 2 6 \| \| \| \| 3 \| \| Teliana Pereira / Laura Pigossi Gabriela Dabrowski / Sharon Fichman \| 65 7 \| 5 7 \| \| \| |                                                                                      |                                                                                      |          |     |     |  |
| |                                                                                      |                                                                                      | 1        | 2   | 3   |  |
| 1 | Brasile (bandiera) · Canada (bandiera)                                               | Paula Cristina Gonçalves Sharon Fichman                                              | 0 6      | 6 0 | 6 4 |  |
| 2 | Brasile (bandiera) · Canada (bandiera)                                               | Teliana Pereira Eugenie Bouchard                                                     | 2 6      | 2 6 |     |  |
| 3 | Brasile (bandiera) · Canada (bandiera)                                               | Teliana Pereira / Laura Pigossi Gabriela Dabrowski / Sharon Fichman                  | 65 7     | 5 7 |     |  |

### Spareggio 3º/4º posto

#### Colombia vs. Paraguay
| Colombia 1 | Country Club de Ejecutivos, Medellín, Colombia 9 febbraio 2013 Terra rossa (outdoor) | Country Club de Ejecutivos, Medellín, Colombia 9 febbraio 2013 Terra rossa (outdoor) | Paraguay 2 |      |     |        |
| \| \| \| \| 1 \| 2 \| 3 \| \| \| - \| \| ---------------------------------------------------------------------------------- \| --- \| ---- \| --- \| ------ \| \| 1 \| \| Laura Ucros Montserrat González \| 6 3 \| 62 7 \| \| ritiro \| \| 2 \| \| Yuliana Lizarazo Camila Giangreco Campiz \| 6 7 \| 6 1 \| 6 3 \| \| \| 3 \| \| Mariana Duque Mariño / Yuliana Lizarazo Montserrat González / Verónica Cepede Royg \| 2 6 \| 3 6 \| \| \| |                                                                                      |                                                                                      |            |      |     |        |
| |                                                                                      |                                                                                      | 1          | 2    | 3   |        |
| 1 | Colombia (bandiera) · Paraguay (bandiera)                                            | Laura Ucros Montserrat González                                                      | 6 3        | 62 7 |     | ritiro |
| 2 | Colombia (bandiera) · Paraguay (bandiera)                                            | Yuliana Lizarazo Camila Giangreco Campiz                                             | 6 7        | 6 1  | 6 3 |        |
| 3 | Colombia (bandiera) · Paraguay (bandiera)                                            | Mariana Duque Mariño / Yuliana Lizarazo Montserrat González / Verónica Cepede Royg   | 2 6        | 3 6  |     |        |

### Spareggi retrocessione

#### Venezuela vs. Cile
| Venezuela 2 | Country Club de Ejecutivos, Medellín, Colombia 9 febbraio 2013 Terra rossa (outdoor) | Country Club de Ejecutivos, Medellín, Colombia 9 febbraio 2013 Terra rossa (outdoor) | Cile 1 |     |   |  |
| \| \| \| \| 1 \| 2 \| 3 \| \| \| - \| \| ------------------------------------------------------------------ \| --- \| --- \| - \| \| \| 1 \| \| Andrea Gámiz Cecilia Costa Melgar \| 6 2 \| 6 2 \| \| \| \| 2 \| \| Adriana Pérez Fernanda Brito \| 3 6 \| 4 6 \| \| \| \| 3 \| \| Andrea Gámiz / Adriana Pérez Cecilia Costa Melgar / Fernanda Brito \| 6 2 \| 6 3 \| \| \| |                                                                                      |                                                                                      |        |     |   |  |
| |                                                                                      |                                                                                      | 1      | 2   | 3 |  |
| 1 | Venezuela (bandiera) · Cile (bandiera)                                               | Andrea Gámiz Cecilia Costa Melgar                                                    | 6 2    | 6 2 |   |  |
| 2 | Venezuela (bandiera) · Cile (bandiera)                                               | Adriana Pérez Fernanda Brito                                                         | 3 6    | 4 6 |   |  |
| 3 | Venezuela (bandiera) · Cile (bandiera)                                               | Andrea Gámiz / Adriana Pérez Cecilia Costa Melgar / Fernanda Brito                   | 6 2    | 6 3 |   |  |

#### Perù vs. Messico
| Perù 0 | Country Club de Ejecutivos, Medellín, Colombia 9 febbraio 2013 Terra rossa (outdoor) | Country Club de Ejecutivos, Medellín, Colombia 9 febbraio 2013 Terra rossa (outdoor) | Messico 3 |     |   |  |
| \| \| \| \| 1 \| 2 \| 3 \| \| \| - \| \| --------------------------------------------------------------------------- \| --- \| --- \| - \| \| \| 1 \| \| Ferny Angeles Paz Marcela Zacarías \| 3 6 \| 3 6 \| \| \| \| 2 \| \| Patricia Ku Flores Ana Sofía Sánchez \| 2 6 \| 2 6 \| \| \| \| 3 \| \| Ferny Angeles Paz / Ximena Siles Luna Ana Paula de la Peña / Ximena Hermoso \| 1 6 \| 4 6 \| \| \| |                                                                                      |                                                                                      |           |     |   |  |
| |                                                                                      |                                                                                      | 1         | 2   | 3 |  |
| 1 | Perù (bandiera) · Messico (bandiera)                                                 | Ferny Angeles Paz Marcela Zacarías                                                   | 3 6       | 3 6 |   |  |
| 2 | Perù (bandiera) · Messico (bandiera)                                                 | Patricia Ku Flores Ana Sofía Sánchez                                                 | 2 6       | 2 6 |   |  |
| 3 | Perù (bandiera) · Messico (bandiera)                                                 | Ferny Angeles Paz / Ximena Siles Luna Ana Paula de la Peña / Ximena Hermoso          | 1 6       | 4 6 |   |  |

### Verdetti
- Canada accede ai World Group II Play-off.
- Cile e  Perù retrocedono nel gruppo II per il 2014.

## Gruppo II
- Sede: Maya Country Club, Santa Tecla, El Salvador
- Periodo: 15-22 luglio

1. Bahamas
2. Bermuda
3. Bolivia
4. Costa Rica
5. Rep. Dominicana
6. Ecuador
7. El Salvador
8. Guatemala
9. Honduras
10. Giamaica
11. Panama
12. Porto Rico
13. Trinidad e Tobago
14. Uruguay